# „Az összes fajt magában foglaló élő fa” projekt
Az All-Species Living Tree” projekt különböző akadémiai csoportok/intézetek, például az ARB, a SILVA rRNA adatbázis projekt és az LPSN együttműködése, amelynek célja egy olyan adatbázis összeállítása, amely tartalmazza az összes érvényesen publikált baktérium- és archeafaj 16S rRNA szekvenciáit.  Egy időben 23S szekvenciákat is gyűjtöttek,  de ez azóta leállt. 
Jelenleg több mint 10 950 faj található az összehangolt adatkészletben, és számos további faj kerül be a listába, akár új fajok felfedezése, akár az adatbázisban nem szereplő fajok szekvenálásának eredményeként. Kezdetben az utóbbi csoport a fajok 7%-át tette ki.
Hasonló (és újabb) projektek közé tartozik a baktériumok és archeák genomikai enciklopédiája (GEBA), amely a baktériumok és archeák teljes genomjának szekvenálására összpontosított.  